# Giuseppe Ignazio Corte
Carlo Giuseppe Ignazio Maria Corte (Dogliani, 27 settembre 1710 – Torino, 14 dicembre 1794) è stato un politico italiano, gran cancelliere del Regno di Sardegna.

## Biografia
Originario di Tortona, si laureò a Torino in diritto canonico nel 1733, e divenne successivamente accademico presso lo stesso ateneo. Nominato da Carlo Emanuele III avvocato generale dell'Università degli Studi di Torino, ottenne negli anni sempre maggiori riconoscimenti dalla famiglia reale, e nel 1773 venne chiamato al ruolo di Primo Segretario di Stato da Vittorio Amedeo III, da poco succeduto al padre. Nel 1789 venne promosso, ultimo ad assumere il ruolo, a "Gran cancelliere dei Regi Stati".

## Fonti
- Carlo Giuseppe Ignazio Maria Corte in dizionario Treccani